# Фандралюк Сергій Олегович
Сергі́й Оле́гович Фандралю́к — молодший сержант Збройних сил України, відзначився у ході російського вторгнення в Україну.

## Нагороди
- Орден «За мужність» III ступеня (2022, посмертно) — за особисту мужність і самовіддані дії, виявлені у захисті державного суверенітету та територіальної цілісності України, вірність військовій присязі.